# Illinoia subviride
Illinoia subviride är en insektsart. Illinoia subviride ingår i släktet Illinoia och familjen långrörsbladlöss. Inga underarter finns listade i Catalogue of Life.